# Alfons David
Alfons David (* 13. Juni 1866 in Speyer; † 11. Juni 1954 in Pasadena (Kalifornien), USA) war ein deutscher Jurist und Reichsgerichtsrat.

## Leben
Er legte 1888 die erste Staatsprüfung (ausreichend), die zweite 1892 (gut) ab. Er wurde 1893 Assessor. Anstellung fand er als  Hilfsrichter beim Amtsgericht Köln, Landgericht Elberfeld und Amtsgericht Trier, Amtsgericht Düsseldorf sowie Landgericht Köln. 1901 wurde er Amtsrichter beim Amtsgericht Opladen. 1906 wurde er Landrichter beim Landgericht Köln, 1907 Landgerichtsrat. 1909 wurde er zum Oberlandesgerichtsrat beim Oberlandesgericht Düsseldorf. Am 1. Februar 1918 wurde er Reichsgerichtsrat und 1929 Senatspräsident. David war Vorsitzender des neu geschaffenen VIII. Zivilsenats am Reichsgericht in Leipzig und Präsident eines der Senate des Ehrengerichtshofs für Rechtsanwälte. Seinem Ruhestand am 1. August 1933 ging die Beurlaubung durch Reichsgerichtspräsident Erwin Bumke im März 1933 voraus. Der Leiter der Rechtsabteilung der NSDAP in Sachsen und Thüringen Johannes Weygand (1884–1963) hatte im März 1933 „Anstoß“ an der jüdischen Konfession („israelitisch“) Davids genommen. So forderte die NSDAP, David solle sein Amt als Präsident des Ehrengerichtshofs niederlegen. Die Beurlaubung Davids schon im März nahm das Gesetz vom 7. April 1933 „zur Wiederherstellung des Berufsbeamtentums“ vorweg.
Zwar griff das sogenannte „Frontkämpferprivileg“ des § 3 II 1 formal für die meisten Räte des Reichsgerichts, da sie ihre berufliche Laufbahn vor dem 1. August 1914 begonnen haben. Dennoch wurden mit Inkrafttreten neben dem einzigen jüdischen Senatspräsidenten David noch weitere sechs Reichsgerichtsräte, darunter Alexander Baumgarten, und ein Reichsanwalt aus dem Dienst entfernt, die nach damaligen Kriterien sämtlich jüdischer Abstammung waren, nachdem alle betroffenen Juristen am 1. April 1933 bereits beurlaubt wurden.
Ende Januar 1939 siedelte er nach Wiltz in Luxemburg über und wanderte Anfang März 1939 in die USA aus.
David starb 1954 in den Vereinigten Staaten.
Das Verhalten seiner Kollegen beschreibt er so:
„On inevitable encounterings on the street the Chief Justice approached a window of a shop to avoid a greeting - in sharp contrast to such behaviour was the unconcerned friendliness of the Chief Burgomaster Goerdeler who greeted me openly in presence of the partymember who was appointed as his assistant… (Bei unvermeidlichen Zusammentreffen auf der Straße kehrte sich der Reichsgerichtspräsident zu einem Schaufenster, um einen Gruß zu vermeiden. Im scharfen Kontrast hierzu steht die ungetrübte Freundlichkeit des Oberbürgermeisters Goerdelers, der mich offen in Gegenwart des Parteimitglieds grüßte, der ihm als Assistent zugewiesen wurde).“

## Familie
Seine Tochter, Luise David heiratete 1926 Rudolph Minkowski, einen berühmten Astrophysiker.